# یواس‌اس کامبر (اس‌اس-۵۲۷)
یواس‌اس کامبر (اس‌اس-۵۲۷) (به انگلیسی: USS Comber (SS-527)) یک زیردریایی بود که طول آن ۳۱۱ فوت ۸ اینچ (۹۵٫۰۰ متر) بود.